# Oingo Boingo
Oingo Boingo – grupa założona w 1972 roku w USA jako 'Mystic Knights of the Oingo Boingo' będąca przedstawicielem nowej fali w rocku, którego najwyższa popularność przypada na przełom lat 70 i 80 XX wieku. Nie bywali częstymi gośćmi na listach przebojów - są znani przede wszystkim z soundtracków oraz pełnych energii koncertów z okazji święta Halloween. W 1976 roku liderem grupy został Danny Elfman, tekściarz i wokalista, który w późniejszym okresie zaczął komponować muzykę filmową tworząc ścieżki dźwiękowe do tak znanych produkcji jak m.in. Sok z żuka (1988), Batman (1989) czy Edward Nożycoręki (1990). Jako członek Oingo Boingo miał swój udział również w ścieżce dźwiękowej do filmu Gliniarz z Beverly Hills (1984) - utwór "Gratitude" z albumu "So Lo". Stworzył też ścieżkę dźwiękową do filmu Powrót do szkoły (1986), w którym zespół wystąpił pod własną nazwą z utworem "Dead Man's Party".
Profil grupy zmieniał się dwukrotnie - po raz pierwszy w 1980 roku - grupa odeszła od quaziteatralnego stylu gry na rzecz rodzącej się wówczas nowej fali i skróciła nazwę do powszechnie znanej "Oingo Boingo". Druga przemiana miała miejsce w 1994 roku, kiedy to ich muzykę zdominował nowoczesny rock, a nazwa uległa kolejnemu skróceniu - tym razem do "Boingo". Grupa rozpadła się rok później, ale przed rozwiązaniem powróciła do dawnej nazwy "Oingo Boingo" i jako taka została rozwiązana.

## Dyskografia
- Only a Lad (1981)
- Nothing to Fear (1982)
- Good for Your Soul (1983)
- So-Lo (1984)
- Dead Man's Party (1985)
- Boi-ngo (1987)
- Dark at the End of the Tunnel (1990)
- Boingo (1994)